# Тамега (субрегион)
Субрегион Тамега (порт. Tâmega (subregião)) — экономико-статистический субрегион в северной Португалии.
Входит в состав Северного региона.
Включает в себя часть округов Порту, Вила-Реал, Брага, Визеу и Авейру.
Территория — 2629 км². Население — 551 301 человек. Плотность населения — 209,7 чел./км².

## География
Субрегион граничит:
- на севере — субрегион Алту-Траз-уш-Монтеш
- на востоке — субрегион Дору
- на юге — субрегионы Энтре-Дору-и-Вога и Дан-Лафойнш
- на западе — субрегион Большой Порту

## Муниципалитеты
Субрегион включает в себя 14 муниципалитетов:

### Муниципалитеты округа Брага
- Селорику-де-Башту

### Муниципалитеты округа Визеу
- Резенди
- Синфайнш

### Муниципалитеты округа Вила-Реал
- Мондин-де-Башту
- Рибейра-де-Пена

### Муниципалитеты округа Порту
- Амаранте
- Байан
- Лозада
- Марку-де-Канавезеш
- Паредеш
- Пасуш-де-Феррейра
- Пенафиел
- Фелгейраш

### Муниципалитеты округа Авейру
- Каштелу-де-Пайва